# Ceureucok
Ceureucok is een bestuurslaag in het regentschap Bireuen van de provincie Atjeh, Indonesië. Ceureucok telt 607 inwoners (volkstelling 2010).